# Хрисостом Какулидис
Хрисостом (на гръцки: Χρυσόστομος, Хрисостомос) е гръцки духовник.

## Биография
Роден е в 1931 година в мъгленското село Манастир със светското име Христос Какулидис (Χρήστος Κακουλίδης). Завършва Богословския факултет на Солунския университет в 1956 г. На 7 декември 1958 година се замонашва и е ръкоположен за дякон, а на 5 април 1959 г. за презвитер. Служи като проповедник в Солунската митрополия от 1959 до 1981 г. и като секретар на Светия синод от 1981 г. до 1984. На 7 октомври 1984 г. е ръкоположен за воденски, пелски и мъгленски митрополит. Умира във Воден на 20 юли 2002 г.